# Елисеев, Елисей Елисеевич
Елисе́й (до 1995 года — Эдуард) Елисе́евич Елисе́ев (род. 26 июля 1965, Большой Камень, Приморский край) — российский религиозный и общественный деятель. Настоятель старообрядческой церкви в селе Суходол Приморского края. Член Общественной палаты Приморья.
Перейдя в 1995 году в Русскую православную старообрядческую церковь, занялся возрождением старообрядчества в Приморье, в 2001 году принял сан священника, после чего до 2004 года служил в Бурятии, организуя церковную жизнь там. С 2004 года служил настоятелем старообрядческой общины в селе Суходол. Запомнился своим конфликтным характером, из-за которого у него неоднократно были конфликты с руководством РПСЦ. Осенью 2007 года со скандалом ушёл из РПСЦ, став одним из основателей малочисленной «Древлеправославной церкви Христовой Белокриницкой иерархии». После развала последней фактически не состоит ни в какой юрисдикции, хотя называет себя священником РПСЦ. Женат, отец семерых детей.

## Биография
Родился 26 июля 1965 года в городе Большой Камень в семье со старообрядческими корнями: «мои предки по отцовской линии — казаки с верхнего Дона». Его семья не была религиозной. При рождении получил имя Эдуард. Приходился племянником первому секретарю райкома КПСС на Дальнем Востоке
Поступил в Большекаменский судоремонтный техникум, но 1983 году оставил учебу в техникуме, экстерном окончил Школу рабочей молодёжи и поступил в Хабаровский государственный институт искусств и культуры на отделение театральной режиссуры.
В 1984 году призван в армию на срочную службу. После учебного подразделения служил в Южно-Сахалинске командиром мотострелкового отделения. Демобилизовался весной 1986 года.
Взял академический отпуск в институте и устроился на работу во Дворец культуры Дальнегорска Приморского края. В 1987 году восстановился в институте. Здесь познакомился с однокурсницей Ириной Владимировной Фроловой, на которой женился в мае 1988 года. Институт закончил в 1989 году. Имея свободное распределение, вернулся в Большой Камень Приморского края.
Работал преподавателем в гимназии, руководил социально-досуговым центром. Являлся организатором громких акций, рок-фестивалей, канала на приморском телевидении, молодежного центра в Большом Камне.
В начале 1990-х вместе с женой организовал и возглавил кришнаитскую организацию в Суходоле.
29 октября 1995 года в селе Суходол священником Русской православной старообрядческой церкви Валерием Новицким был крещён с именем Елисей. Вместе с ним крестилась его жена и ещё четыре человека. Так появилась община Русской православной старообрядческой церкви в городе Большой Камень. Тогда же началась хозяйственная деятельность будущей общины, появились первые иконы, богослужебные книги и другая утварь. Первая полноценная молитвенная комната была организована в частной квартире по адресу ул. Приморского комсомола, д. 9, кв. 21. Первое учредительное собрание местной религиозной организации «Древлеправославная община во имя Сретения Господня» города Большой Камень Приморского края состоялось 31 декабря того же года в частной квартире по адресу ул. Горького, д. 6, кв. 8. Тогда был избран председатель, которым стал Елисей Елисеев, казначей и кандидат в священники (будущий настоятель старообрядческого храма иерей Александр Шестаков). В 1996—2004 годы в городе Большой Камень издавалась «древлеправославная» газета «Русь православная».
Тогда же Елисеев начал активно взаимодействовать с местным казачеством. По собственному признанию: «Когда в 90-е годы в стране началось возрождение русских традиций, меня пригласили в Древнеправославное Уссурийское казачье войско, где я дослужился до чина есаула».
8 февраля 1997 года епископ Новосибирский и всея Сибири Силуян (Килин), в сослужении иерея Вячеслава Измайлова, иерея Александра Шестакова и иерея Константина Лунева освятил в пригороде Большого Камня в гарнизоне п. Суходол храм во имя преподобного Сергия, игумена Радонежскаго, чудотворца, организованный в бывшей военной столовой полка морской авиации. Сергиевская церковь стала первой действующей старообрядческой церковью в Приморье, после закрытия в 1935 году Свято-Никольского старообрядческого храма во Владивостоке. В Суходоле проходили первые съезды мирян, где ставился вопрос о восстановлении Дальневосточной епархии, о поисках кандидата во епископы на её кафедру. В селе Суходол состоялись два первых епархиальных съезда новой епархии.
В январе 1999 года назначен секретарём новообразованной Дальневосточной епархии РПСЦ.
Весной того же года направлен на учёбу в Московскую митрополию, в связи с чем оставил должность секретаря Дальневосточной епархии. Руководил Информационно-издательским отделом Московской митрополии РПСЦ по осень 2001 года. Решением освященного Собора РПСЦ от 20-22 октября 1999 года включён в состав Ревизионной комиссии РПСЦ.
В августе 2001 года решением Совета Митрополии РПСЦ определён на служение в город Улан-Удэ настоятелем Верхнеудинской православной старообрядческой общины. 7 сентября 2001 года рукоположен в диаконы епископом Силуяном (Килиным) в кафедральном соборе Новосибирска, 21 сентября того же года там же рукоположен в сан священника.
В сентябре 2001 года общине был выделен участок земли в районе бывшей сенобазы в 40 квартале Улан-Удэ под строительство храма во имя Преображения Господня. Тогда же епископ Силуян освятил место под строительство храма и установил на том месте поклонный крест. В августе 2002 года началось строительство дома причта, где было решено временно обустроить домовую церковь. Это здание стало первым церковным строением старообрядцев Белокриницкой иерархии за всю историю Улан-Удэ, так как ранее власти не разрешали старообрядцам создавать молитвенные помещения. Освящение здания состоялось 29 декабря 2002 года.
Кроме города Улан-Удэ окормлял читинскую старообрядческую общину во имя священномученика и исповедника Аввакума. В мае 2002 года на встрече с жителями села Нижний Жирим Тарбагатайского района Республики Бурятия была организована местная старообрядческая община. В 2002 году назначен благочинным Дальневосточной епархии.
Осенью 2003 года Елисей Елисеев попал в хроники московских светских СМИ, писавших о том, что он и мирянин Александр Ванчев, воспользовавшись болезнью предстоятеля РПСЦ митрополита Алимпия (Гусева), попытались осуществить церковный переворот. Со слов газет, их планам воспрепятствовал брат митрополита Алимпия, протоиерей Леонид Гусев, настоятель Покровского собора на Рогожском. Указом митрополита Алимпия от 11 октября 2003 года иерей Елисей Елисеев был запрещён в служении, а мирянин Александр Ванчев — отлучён от Церкви.
В ответ Елисеев вышел из подчинения Московской Митрополии и в одностороннем порядке признал над собой власть братской Браильской митрополии во главе с митрополитом Леонтием (Изотом). Спустя несколько месяцев в Москве упокоился митрополит Алимпий, после чего Елисеев и его сторонники попросились обратно в РПСЦ.
Постановлением Освященного Собора РПСЦ от 9-11 февраля 2004 года Указ митрополита Алимпия от 11 октября 2003 г. о запрещении в служении иерея Елисея Елисеева и отлучении от Церкви мирянина Александра Ванчева был отменён, митрополиту Андриану было предоставлено право осуществить принятие иерея Александра Шестакова, иерея Константина Лунева, иерея Сергия Боголюба, иерея Елисея Елисеева в юрисдикцию Московской митрополии после предоставления ими отпускных грамот от митрополита Белокриницкого Леонтия (Изота).
Осенью 2004 года, после посещения митрополитом Андрианом Дальнего Востока, был определён настоятелем местного прихода в селе Суходол, что было обусловлено выявленными финансовыми махинациями в Бурятии.
Постановлением Освященного Собора РПСЦ от 19-22 октября 2004 года включён в редакционную коллегию для подготовки издания сборника деяний Освященных соборов 1898—2004 годов.
В мае 2005 года решением епископа Германа (Савельева) назначен секретарём Дальневосточной епархии.
26 июня 2005 года в храме святого Афанасия Александрийского верхнеудинской православной старообрядческой общины епископом Германом (Савельевым) был возведён в сан протоиерея.
С 2006 года — организатор летнего детского спортивного стана «Золотой лампас». По собственному признанию: «У нас собирается дружный спортивный лагерь с возрастным диапазоном от пяти лет и старше. Ребята приезжают и из других регионов, к примеру из Бурятии и Читы. Дети учатся плавать, рыбачить, добывать морепродукты, разводить костёр. Самые отважные умеют выживать несколько дней без пищи и палаток, проходить сложные маршруты. А сплав на плотах из пластика — это отдельное направление».
В 2007 году выступил автором нескольких резонансных «открытых писем», опубликованных в преддверии Освященного Собора 2007 года. Письма осуждали руководство РПСЦ за контакты с РПЦ МП, государством, призывали к отлучению митрополита Корнилия от Церкви.
18 октября 2007 года, будучи участником Освященного собора РПСЦ в Москве, неожиданно встал и во всеуслышание объявил, что считает сей Освященный Собор «неправославным», призвал всех «кто считает себя православными» оставить это «сборище иудейское» и демонстративно направился к выходу из зала Соборных заседаний… За ним поспешили к выходу ещё несколько человек из его окружения. Участники Собора пытались призвать беглецов образумиться и удержаться от такого шага. В итоге некоторые из них задержались и остались наблюдать за продолжением соборной дискуссии. Столь радикальных заявлений ранее никто на соборах РПСЦ не делал. На следующий день Собор вынужден был ещё раз вернуться к теме заявлений протоиерея Елисея Елисеева, чтобы рассмотреть его роль в подготовке оппозиционерских настроений и в попытке раскола Церкви. Собор дважды посылал к о. Елисею делегатов, дабы обеспечить его личное участие в рассмотрении вопроса, в результате чего тот явился на заседание Собора, где еще раз подтвердил произнесенные накануне слова. Снова возобновилось обсуждение данного вопроса, и в итоге абсолютным большинством голосов Собора при десяти воздержавшихся и при отсутствии голосов «против» было принято следующее решение: «За досаждение Предстоятелю Церкви и оскорбление всего Освященного Собора протоиерея Елисея Елисеева извергнуть из священного сана согласно 55 правилу Святых Апостол». Напротив, в действиях митрополита Корнилия Освященный Собор и последовавший архиерейский суд не обнаружили провинностей, на основании которых можно было бы извергнуть его или отлучить от руководства Церковью.
В 2008 году «елисеевцы» уточнили, что в одностороннем порядке признают над собой власть митрополита Леонтия из Браильской Митрополии, окончательно разругавшись с последователями запрещенного священника Александра Черногора, воспринимавшего РПСЦ, Браильскую митрополию и всех несогласных с собой полностью отпавшими от православия еретиками. В итоге «собор» ДЦХ БИ в 2008 году прервал молитвенное общение с Елисеем Елисеевым и указал на еретичность его взглядов.
В 2010 году за подписью и печатью «благочинного протоиерея Иркутско-Амурской и всего Дальнего Востока епархии РПСЦ» Елисей Елисеев направил главе общества буддистов Пандито Хамбо-ламе Дамбе Аюшееву официальное предостережение о недопустимости совершения ритуальных действий с монетами 1-5 копеек, на которых изображен св. Георгий Победоносец. Фотография данного обращения обошла интернет и наделала своей нелепостью много шума.
В 2010 году «епископ» Внифатий (Смольников) совместно с Елисеем Елисеевым распространял уже новую версию церковного нестроения, в соответствии с которой РПСЦ «утратила свою благодатность» при якобы имевшем место «раздоре 1988 года» — при поставлении в митрополиты архиепископа Алимпия. Претензии были оформлены в виде открытых рассылок и писем в Московскую и Браильскую митрополии. Справки ради
следует сказать, что эти люди оказались первыми, кого посетила идея «раздора», причём спустя 22 года после указанных событий. По мнению «елисеевцев», создание Московской Митрополии — ни много ни мало — повлекло за собой отпадение от единства Тела Церкви Христовой всех старообрядцев на территории России, а заодно и в Браильской митрополии.
На Пасху 2012 года Елисей Елисеев в качестве «протоиерея и от имени Епархиального управления ДВ-епархии РПСЦ» отправил поздравление Русской Православной Зарубежной Церкви, которое опубликовано на сайте РПЦЗ(А).
К 2013 году число последователей Елисея Елисеева не превышало 25 человек, среди которых не известно ни одного, крещенного в РПСЦ ранее 1990-х годов.
29 марта 2016 года выступил на конференции «Забайкальское казачество в историческом и культурном пространстве» с докладом «Старая вера в среде забайкальских казаков (Некоторые вопросы)».

## Публикации
- Старообрядчество Сибири и Дальнего Востока, история и современность: местная традиция, русские и зарубежные связи : Материалы науч.-практ. конф., 19-25 сент. 1994 г., г. Владивосток / [Редкол.: Е. Е. Елисеев и др.]. — 1997. — 107 с.
- Этапы восстановления Дальневосточной епархии Русской Православной Старообрядческой Церкви в конце 90-х годов ХХ в. // Старообрядчество: История. Культура. Современность: материалы 5-й научно-практической конференции — М., 2000. — С. 247—258.
- Преосвященный Иосиф, епископ Амурско-Иркутский и всего Дальнего Востока. Жизнеописание и канон / Изд. подгот. Е. Е. Елисеевым. — Большой Камень: Изд-во «Омега», 2001. — 27 с.
- Слово об исповеднике Мефодии, епископе Томском // Дальневосточный старообрядец. — 2002. — № 1
- Священномученик Афанасий, епископ Иркутско-Амурский: Житие. — Улан-Удэ : Златоуст, 2002. — 40 с.: ил. — (Дальневосточная епархия. Страницы истории; Вып. 1).
- Священномученик Афанасий, епископ Иркутско-Амурский (страрообрядцы). — Улан-Удэ. Златоуст, 2003. — 52 с. (в соавторстве с И. М. Сережниковой)
- Силуян (Килин) // Энциклопедия Забайкалья: Читинская область: в 4 т. Т IV: С — Я / Гл.ред. Р. Ф. Гениатулин. — Новосибирск: Наука, 2006. — С. 47.
- Роль съездовского движения мирян в становлении Дальневосточной епархии РПСЦ // Старообрядчество: история и культура: Сб. ст. — Барнаул, 2003. — Вып. 2.
- Обращение о внешнем виде рядовых срочной службы, находящихся в казачьих подразделениях РА // Письмо Министру обороны РФ генералу армии Шойгу С. К. Текущий архив ДИА РПСЦ. — Большой Камень — 2013. — № 13-04.
- Староверы и вопрос брадобрития в вооруженных силах российской армии на современном этапе // Забайкалье: природа, экономика, история, культура : материалы межрегион. науч.-практич. конф., посвященной 120-летию Забайкальского регионального отделения Русского географического общества (Чита, 15-16 октября 2014 года) // Записки Забайкальского регионального отделения Русского географического общества. Вып. 133. — Чита, 2014. — 335 с.
- Научный десант // Одной строкой. Филиал ДВФУ в г. Большой Камень. — 2015. — № 2 (31). — С. 3.
- Проблемы хранения фондов и экспонатов Забайкальского отделения Древлеправославного Иркутско-Амурского архива РПСЦ // V Кузнецовские чтеиния: материалы межрегион. науч.-практич. конф. (г. Чита, 14-16 апреля 2015 г.) / Записи Забайкальского отделения Русского географического общества. — Вып. 134 / Забайкал. гос. ун-т. — Чита : ЗабГУ, 2015. — С. 31-35.
- Мероприятие БВСТ, повлиявшее на развитие православия в г. Большом Камне // Малые города Дальнего Востока как стартовые площадки опережающего развития экономики региона [Электронный ресурс : мат-лы XI регион. науч.-практич. конф., г. Большой Камень, 29-30 мая 2015 г.] / ред. кол.: В. А. Осипов, Н. Ю. Стоюшко. — Владивосток: Дальневосточный федеральный университет, 2015. — С. 298—303
- К вопросу о степени изученности староверия в среде забайкальских казаков // Забайкальское казачество: история и современность: материалы Всероссийской (с международным участием) научно-практической конференции. Забайкальский государственный университет; Ответственный редактор Е. В. Дроботушенко. 2018. — C. 138—141
- К вопросу о брадобритии в армии: проблема современного староверия в «отсутствии» данной проблемы // Старообрядчество: история, культура, современность. Вып. 16. — М., 2018. — C. 64-67